# ライト染色
ライト染色（ライトせんしょく、英: Wright's stain）は、血液細胞種の分化を区別するための血液学的な染色法である。古典的にはエオシン（赤色）とメチレンブルーの混合染料である。これは主に、末梢血塗抹標本、尿サンプル、および骨髄穿刺液を光学顕微鏡で観察する際に使用される。細胞遺伝学では、染色体を染色することで、症候群や疾患の診断を容易にするために使用される。
これは、1902年にロマノフスキー染色を改良してこの染色法を考案したジェームズ・ホーマー・ライトにちなんで命名された。血球を簡単に区別しやすいことから、感染症や白血病などの疾患が疑われる場合に、白血球数の計測を行うために広く用いられている。
関連する染色には、緩衝ライト染色、ライト-ギムザ染色（ライト染色とギムザ染色の組み合わせ）、および緩衝ライト-ギムザ染色が知られており、具体的な手順は、使用する溶液によって異なり、エオシンY、アズールB、メチレンブルーなどが含まれる（市販の製剤には、染色を簡素化するために溶液を組み合わせたものもある）。メイ・グリュンワルド染色は、より強い発色をするが、実施に時間がかかる。
尿サンプルをライト染色すると、間質性腎炎または尿路感染症の原因となる好酸球が確認できる。

## 例
ライト染色で染色した白血球の顕微鏡写真像。

## 参照項目
- ディフ・クイック染色
- レーシュマン染色（英語版）
- 皮膚疾患の診断に役立つ組織学的染色のリスト（英語版）
- ロマノフスキー染色
- 染色 (生物学)
- 末梢血塗抹検査